# حقوق مثبت و منفی
با آزادی منفی و آزادی مثبت اشتباه نشود.
فیلسوفان و دانشمندانِ علم سیاست بین حقوق مثبت و حقوق منفی تمایز قائل می‌شوند. بنا بر این نظر، حقوق مثبت معمولاً وادار به عمل می‌کنند در حالی که حقوق منفی معمولاً وادار به بی‌عملی می‌کنند. این اجبارها ممکن است بر محور حقوق طبیعی باشند. ایدهٔ حقوق مثبت و منفی را می‌توان به حقوق آزادی نیز اعمال کرد.
برای مثال، در موردی که در یک دادگاه قانون دو جانب وجود دارند: مهران علیه کامران دارای حقی منفی نسبت به ایکس است اگر و تنها اگر کامران از عمل نسبت به مهران به نحوی در خصوص ایکس بازداشته شده‌باشد. در مقابل، مهران دارای حقی مثبت نسبت به ایکس علیه کامران است اگر و فقط اگر کامران نسبت به ایکس مجبور به عمل در خصوص مهران باشد. اگر مهران دارای حق منفی حیات علیه کامران باشد، آنگاه کامران مجبور است از کشتن مهران خودداری کند؛ در حالی که اگر مهران دارای حق مثبت حیات نسبت به کامران باشد، آنگاه کامران در صورت لزوم مجبور به عمل برای حفظ زندگی مهران است.
حقوقی که منفی تلقی شوند ممکن است شامل حقوق مدنی و سیاسی نظیر آزادی بیان، زندگی، مال، آزادی نسبت به جرم خشونت‌آمیز، آزادی ادیان، قرار احضار زندانی, دادرسی منصفانه، آزادی از برده‌داری باشند.
حقوق مثبت، همان‌طور که نخست در سال ۱۹۷۹ توسط چک کارل واشاکِ حقوق‌دان پیشنهاد شد، ممکن است شامل سایر حقوق مدنی و سیاسی مانند حق مشاوره و حمایت پلیس از شخص و دارایی باشند. افزون بر این، آنها شامل حقوق اقتصادی، اجتماعی و فرهنگی مانند غذا، مسکن، آموزش عمومی، استخدام، امنیت ملی، ارتش، مراقبت‌های بهداشتی، امنیت اجتماعی، دسترسی به اینترنت و حداقل استانداردهای زندگی می‌شوند.
در گزارش «سه نسل» حقوق بشر، حقوق منفی اغلب با نسل اول حقوق مرتبط اند، در حالی که حقوق مثبت با نسل دوم و سوم مرتبط اند.
بر اساس نظریهٔ حقوق مثبت و منفی، حق منفی حقی است که نباید تحت سلطهٔ شخص یا گروه دیگری مانند دولت قرار گیرد چون معمولاً به شکل سوءاستفاده یا اجبار درمی‌آید. حقوق منفی وجود دارند مگر اینکه کسی برای رد آنها اقدام کند. حق مثبت، حقی است که در معرض اقدام شخص یا گروه دیگری قرار می‌گیرد. در چارچوب دستور قاطعِ کانتی، حقوق منفی را می‌توان مربوط به وظایف کامل دانست، در حالی که حقوق مثبت را می‌توان مربوط به وظایف ناقص دانست.
باور به تمایز بین حقوق مثبت و منفی عموماً توسط آزادی‌خواهان پاس داشته یا بر آن تأکید می‌شود. آنان معتقدند که حقوق مثبت تا زمانی که توسط یک قرارداد ایجاد نشده‌باشند وجود ندارند. اعلامیه جهانی حقوق بشر سازمان ملل متحد حقوق مثبت و منفی را فهرست کرده است. (هرچند آن‌ها را با این نام نمی‌شناسد). قانون اساسی بیشتر لیبرال‌دموکراسی‌ها حقوق منفی را تضمین می‌کنند، اما همه حقوق مثبت را شامل نمی‌شوند. حقوق مثبت اغلب توسط قوانین دیگر تضمین می‌شوند و بیشتر لیبرال‌دموکراسی‌ها به شهروندان خود مزایای آموزش و پرورش، مراقبت‌های بهداشتی، امنیت اجتماعی و حقوق بیکاری را با بودجه عمومی اعطا می‌کنند.

## انتقادها

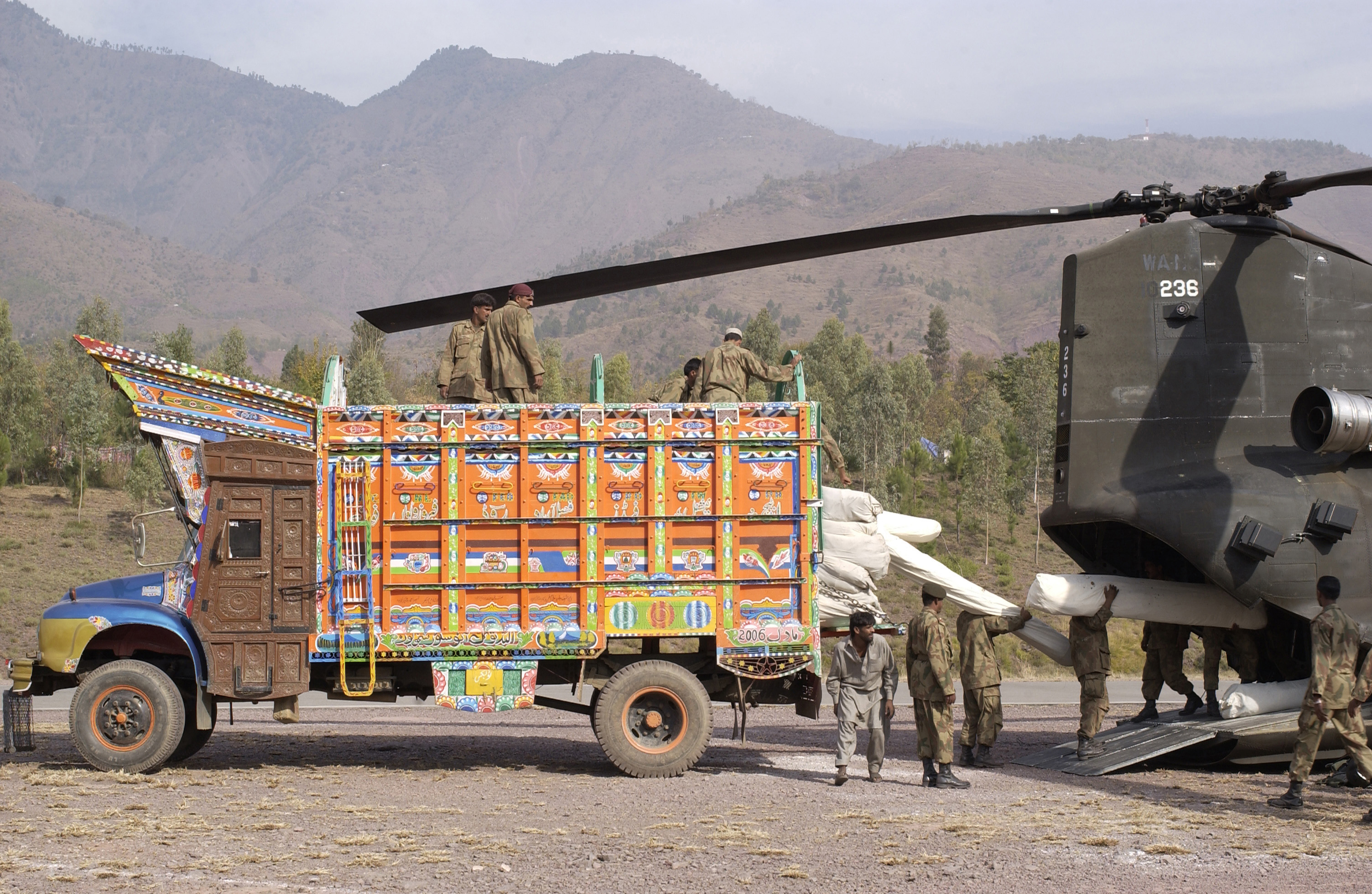
سربازان پاکستانی در ۱۹ نوامبر ۲۰۰۵ تجهیزات کمک بشردوستانه را بر روی هلیکوپتر شینوک CH-47D ایالات متحده در مظفرآباد پاکستان بار می‌کنند.

اگر فردی دارای حقوق مثبت باشد، به این معنی است که افراد دیگر وظایف مثبتی دارند (برای انجام اقدامات ویژه). در حالی که حقوق منفی دلالت بر این دارند که دیگران وظایف منفی دارند (برای اجتناب از برخی اعمال دیگر). هنری شو (فیلسوف) باور دارد که همهٔ حقوق (صرف نظر از اینکه «منفی» یا «مثبت» تر به نظر می‌رسند) نیازمند هر دو نوع وظیفه به‌طور همزمان هستند. او می‌گوید که رعایت یک حق نیازمند اجتناب (وظیفه «منفی») و همچنین اقدامات حفاظتی یا جبرانی (وظایف «مثبت») است. تأکید و تاییدِ تمایز مثبت منفی به این معنا نیست که یک حق به گونه‌ای توصیف شود که گویی فقط به یکی از دو نوع تکلیف نیاز دارد.
از نظر شو، حقوق را همواره می‌توان به عنوان مقابله با «تهدیدات استاندارد» علیه بشریت فهمید. مقابله با تهدیدات استاندارد مستلزم وظایفی است که ممکن است در طول زمان دگرگون شوند (برای نمونه "اگر اجتناب از رفتار زیان‌آور شکست‌خورد، آغاز به ترمیم آسیب‌ها شود")، و حتی بین افراد نیز متغیر است. هر حقی هر سه نوع رفتار (اجتناب، حفاظت، ترمیم) را تا اندازه‌ای دارا است. برای نمونه، مقابله با تهدیدی مانند قتل، به یک فرد نیاز دارد که اجتناب کند (مثلاً قاتل بالقوه باید آرام بماند)، به افراد دیگر برای محافظت (مثلاً افسر پلیس، که باید حمله را متوقف کند، یا تماشاچی که ممکن است موظف باشد برای تماس با پلیس)، و دیگران برای تعمیر (مثلاً پزشکی که باید فردی را که مورد حمله قرار گرفته است، احیا کند). شو اشاره می‌کند که حتی حق منفیِ کشته‌نشدن را نیز می‌توان با کمک برخی وظایف مثبت تضمین کرد. شو همچنین معتقد است که تمایز حقوق منفی و مثبت می‌تواند زیان‌بار باشد، چون ممکن است منجر به غفلت از وظایف ضروری شود.
جیمز پی استربا نیز انتقادات یکسانی دارد. او معتقد است که هر حقی بسته به زبانی که برای تعریف آن بهره گرفته می‌شود، می‌تواند مثبت یا منفی جلوه کند. او یک «حق مثبتِ» سنتی برای مفاد، بازنویسی کرده است و آن را به شکل نوعی «حق منفی» قرار داده است تا از گرفتن منابع به خودی خود جلوگیری نشود. همه حقوق ممکن است نه تنها مستلزم تکالیف «مثبت» و «منفی» باشند، بلکه حقوقی که مستلزم کار اجباری نیستند ممکن‌است به میل خود به صورت مثبت یا منفی بیان شوند.